# Violet (film, 1981)
Pour les articles homonymes, voir Violet (homonymie).
Pour plus de détails, voir Fiche technique et Distribution.
Violet est un film canadien de court métrage réalisé par Shelley Levinson et sorti en 1981.
Il a remporté l'Oscar du meilleur court métrage en prises de vues réelles en 1982.

## Fiche technique
- Réalisation : Shelley Levinson
- Scénario : Susan Baskin, Doris Betts
- Production : American Film Institute (AFI), The Center for Advanced Film Studies
- Producteur : Paul Kemp, Shelley Levinson
- Musique : Don Peake
- Montage : Lynne Southerland
- Date de sortie : 1981

## Distribution
- Didi Conn : Violet
- Patrick Dollaghan : Monty
- Rodney Saulsberry : Flick
- Tom McGowan : Dr. Pleasance
- Belle Richter : Mrs. Higgins
- Maggie Gwinn : Réceptioniste
- Doris Hess : Effie